# Pfarrkirche Stockenboi

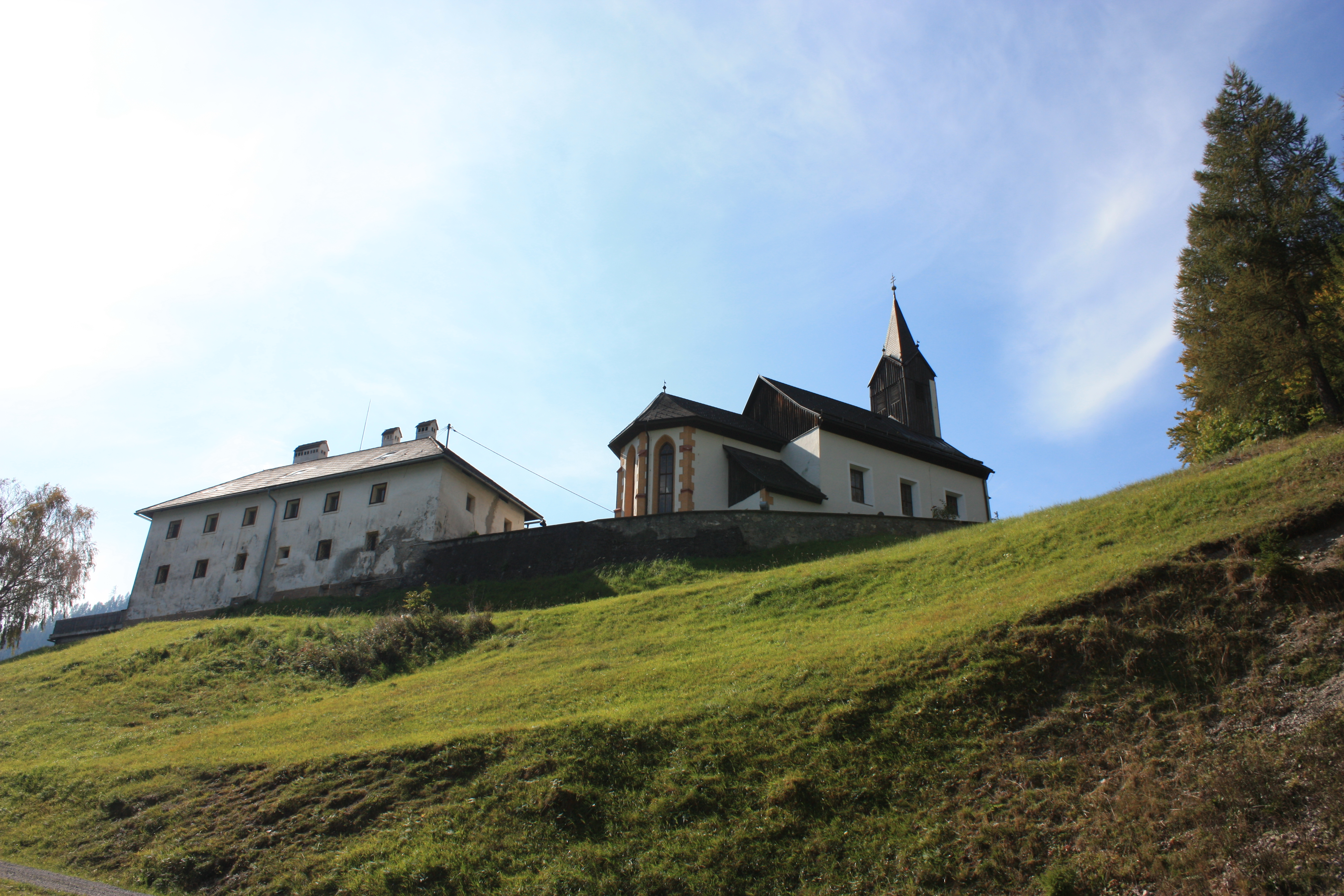
Kirche mit Missionsstation

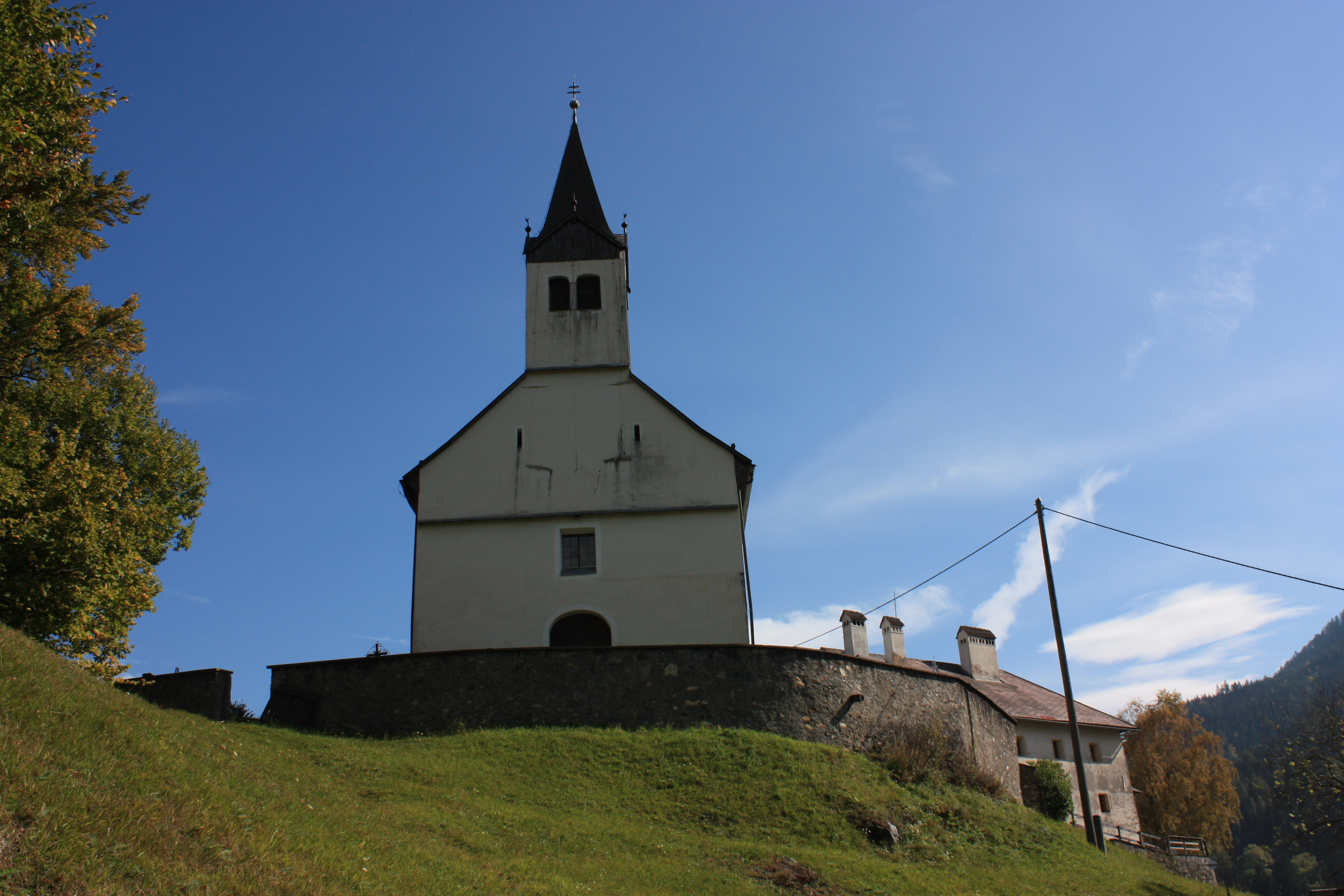
Westansicht

Die Pfarrkirche Stockenboi in der Gemeinde Stockenboi ist dem heiligen Nikolaus geweiht. Wegen ihrer Lage auf einer erhöhten Kuppe eines Hanges wird der Sakralbau auch Bichlkapelle genannt.
Ihre erste urkundliche Erwähnung findet die Kirche 1499, von einer Kirchweihe wird 1513 berichtet. Da der Stockenboier Graben ein Zentrum des Geheimprotestantismus war, wurde hier von 1752 bis 1780 eine Missionsstation der Serviten eingerichtet. Das Klostergebäude wurde 1761/1762 vom selben Baumeister errichtet, der auch die Missionsstationen in Innerteuchen und Zedlitzdorf erbaut hatte.

## Baubeschreibung
Die gotische Kirche erfuhr im Barock bauliche Umgestaltungen. Das Langhaus mit einem westlichen Dachreiter und der niedrigere Chor werden von kantigen, einfach abgetreppte Strebepfeiler gestützt. Die Fenster am Langhaus sind rechteckig, die am Chor spitzbogig. Am nordseitigen Sakristeianbau hat sich ein spätgotisches Fenster erhalten. An der Südseite des Langhauses befindet sich ein abgefastes, rundbogiges Portal, an der Westseite ein Rundbogenportal, darüber ein kleines Rechtecksfenster. An der Südwand ist eine große spätbarocke Kreuzigungsgruppe zu sehen.
Das dreijochige Langhaus mit flachem Tonnengewölbe ist gegenüber dem Chor in der Achse nach Norden verschoben. Die große Holzempore steht auf vier dünnen Holzstützen. Ein spätgotischer, spitzbogig abgefaster Triumphbogen verbindet das Langhaus mit dem zweijochigen Chor mit Fünfachtelschluss. Im Chor ruht ein Netzrippengewölbe mit runden Schlusssteinen auf halbrunden Wandvorlagen. Ein abgefastes Portal mit gedrücktem Rundbogen führt in die kreuzgratgewölbte Sakristei.
Der um 1730 entstandene Hochaltar wurde mit einem neugotischen Aufsatz und Überdachungen für die Seitenfiguren ergänzt. Der Altar trägt die Statuen einer Madonna mit Kind, flankiert von den heiligen Katharina und Ottilie. Das Oberbild zeigt Maria mit Kind.
Das Mittelbild des Seitenaltars vom Ende des 17. Jahrhunderts stellt die Schmerzhafte Muttergottes dar. Die Kanzel aus der zweiten Hälfte des 18. Jahrhunderts ist mit Evangelistenbildern geschmückt. An den Wänden hängen die Gemälde einer Anbetung der Könige von 1692 und einer Anbetung der Hirten von 1693.